# Кубок Гібралтару з футболу 2013
Кубок Гібралтару з футболу 2013 — 59-й розіграш кубкового футбольного турніру у Гібралтарі. Титул володаря кубка здобув Сент-Джозефс.

## Календар
| Раунд        | Дата               | Матчі | Клуби   |
| ------------ | ------------------ | ----- | ------- |
| Перший раунд | 16-19 березня 2013 | 4     | 20 → 16 |
| 1/8 фіналу   | 13-20 квітня 2013  | 8     | 16 → 8  |
| 1/4 фіналу   | 11-14 травня 2013  | 4     | 8 → 4   |
| 1/2 фіналу   | 25 травня 2013     | 2     | 4 → 2   |
| Фінал        | 1 червня 2013      | 1     | 2 → 1   |

## Перший раунд
| Команда 1                  | Рахунок      | Команда 2            |
| -------------------------- | ------------ | -------------------- |
| 16 березня 2013            |              |                      |
| Лінкс (дублери) (2)        | 6:1          | Каннонс (2)          |
| 17 березня 2013            |              |                      |
| Космос Коледж (2)          | 2:3          | Лео Паррілья (2)     |
| 18 березня 2013            |              |                      |
| Лайонс Пілотс (2)          | 2:2 пен. 3:5 | Бока Хуніорс (2)     |
| 19 березня 2013            |              |                      |
| Сент-Джозефс (дублери) (2) | 0:3          | Гібралтар Фенікс (2) |

## 1/8 фіналу
| Команда 1            | Рахунок  | Команда 2         |
| -------------------- | -------- | ----------------- |
| 13 квітня 2013       |          |                   |
| Гібралтар Фенікс (2) | 3:0      | Хаунд Догс (2)    |
| Лайонс Гібралтар     | 2:4      | Ґласіс Юнайтед    |
| Лінкс (дублери) (2)  | 0:3      | Лінкольн Ред Імпс |
| 15 квітня 2013       |          |                   |
| Манчестер 62         | 4:2      | Британнія (2)     |
| 19 квітня 2013       |          |                   |
| Гібралтар U-15 (2)   | 1:1 пен. | Лео Паррілья (2)  |
| 20 квітня 2013       |          |                   |
| Лінкс                | 1:2      | Спортінг (2)      |
| Бока Хуніорс (2)     | 1:8      | Сент-Джозефс      |
| Пегасус (2)          | 3:0      | Челсі (2)         |

## 1/4 фіналу
| Команда 1            | Рахунок | Команда 2      |
| -------------------- | ------- | -------------- |
| 11 травня 2013       |         |                |
| Сент-Джозефс         | 3:0     | Пегасус (2)    |
| Гібралтар Фенікс (2) | 0:4     | Манчестер 62   |
| 13 травня 2013       |         |                |
| Лінкольн Ред Імпс    | 4:0     | Спортінг (2)   |
| 14 травня 2013       |         |                |
| Гібралтар U-15 (2)   | 1:2     | Ґласіс Юнайтед |

## 1/2 фіналу
| Команда 1      | Рахунок | Команда 2         |
| -------------- | ------- | ----------------- |
| 25 травня 2013 |         |                   |
| Сент-Джозефс   | 7:0     | Ґласіс Юнайтед    |
| Манчестер 62   | 1:0     | Лінкольн Ред Імпс |

## Фінал
| 1 червня 2013 |

| Сент-Джозефс | 3:1 | Манчестер 62 |
| ------------ | --- | ------------ |
|              |     |              |

| Вікторія, Гібралтар |